# Yörük

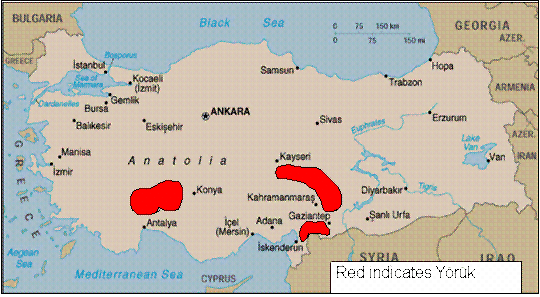
Mapa com as principais áreas da Anatólia habitadas pelos yörük a vermelho.

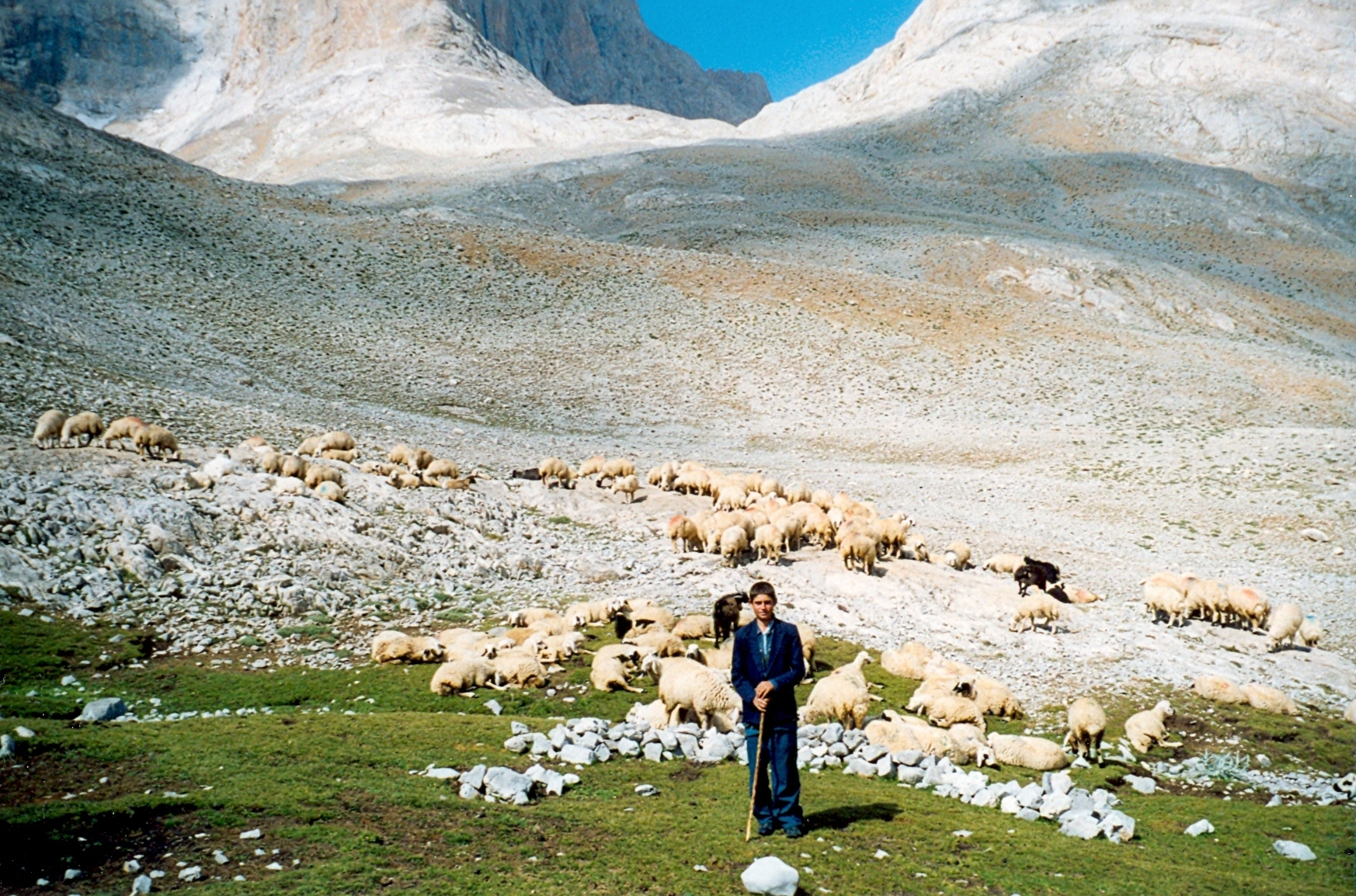
Pastor Yörük nas montanhas Aladağlar (AntiTauro)

Os yörük, yürük ou yuruk (em turco: yörük, em búlgaro: юруци; em grego: Γιουρούκοι) são um povo turco de ascendência oguz. Habitam principalmente as montanhas do sul da Anatólia (Turquia) e uma parte da península balcânica. Alguns yörük ainda são nómadas.
O termo "Yörük" deriva do verbo turco yörü (yürümek no infinitivo), e significa "aqueles que caminham, caminhantes".

## Os yörük na Europa
Os yörük aparentam ser descendentes das populações oguzes que se fixaram na Macedónia e na Trácia no século XIV, senão mais cedo. Apesar de atualmente a maior parte dos yörük estarem cada vez mais sedentarizados, muitos deles ainda mantêm o seu estilo de vida nómada tradicional, criando cabras e ovelhas nos montes Pindo (na região grega do Epiro e no sul da Albânia), os montes Šar no Kosovo, os montes Pirin e Ródope na Bulgária, e em Dobruja, entre a Bulgária e a Roménia.[carece de fontes?] Um ramo antigo dos yörük, os kayılar (ou kayı),  foram dos primeiros turcos a colonizar a Europa, fixando-se nas regiões gregas da Tessália e da Macedónia. Ver "Yörük e kayılar".
Até 1923, encontravam-se yörük naquelas regiões, especialmente na cidade de Kozani e seus arredores. Acredita-se que se tenham convertido ao Islão no século XVIII, depois de um período em que coabitaram com uma parte dos nativos meglenorromenos da Grécia,[carece de fontes?] os quais foram expulsos para a Turquia em 1923, no âmbito da troca de populações entre a Grécia e a Turquia. Na Bélgica e nos Países Baixos há também yörük, cujos nomes foram ligeiramente mudados — têm origem turca e os seus nomes de família são Yürük.

## Yörük e sarakatsani
O estilo de vida nómada e o facto de se terem espalhado pelos Balcãs levou o antropólogo francês Arnold van Gennep a tentar  estabelecer uma relação entre os yörük e os sarakatsani (ou karakachans ou saracatsans) da Grécia. No entanto a primeira menção aos sarakatsani refere-se a cristãos ortodoxos que falavam um dialeto grego. Embora não haja ligações linguísticas ou religiosas entre os yörük e os sarakatsani, há no entanto similaridades entre o estilo de vida trasumante e nómada das duas etnias, pelo que Gennep pôs a hipótese de partilharem a mesma origem.

## Yörük e kayılar

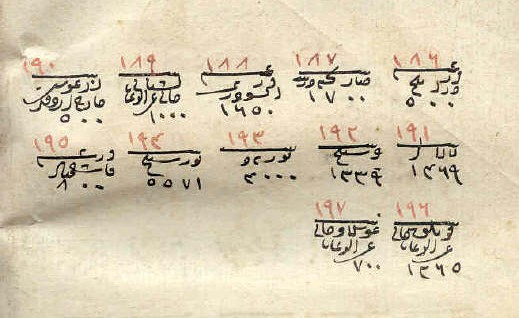
Registos otmanos de assentamentos de yörük kayılar

A origem dos turcos kayılar (ou kailar) acima referidos, que alguns estudiosos associam aos yörük não é clara. Os kayılar habitavam regiões gregas da Tessália e da Macedónia, principalmente nas imediações da cidade de Ptolemaida, cujo nome até 1928 era Kayılar. Eram o pequeno grupo de criadores de gado semi-sedentários que adotaram o Cristianismo a fim de evitarem a expulsão depois da Tessália passar a fazer parte da Grécia, em 1881[carece de fontes?], o mesmo acontecendo na Macedónia meridional após 1913. Estes turcos são também conhecidos como konariotes, um termo que também foi um dos gentílicos de Cónia, a cidade da Anatólia. Os kayılar, principalmente os da aldeia de Erdemuş, perto de Kayılar (atualmente Ptolemaida), reclamam-se descendentes do que eles descrevem como a "nobre e sóbria família Yörükhan", que, segundo os arquivos otomanos era descendente dos pervâneoğulları "timariotes".
O termo kayılar deriva de kayı, o nome da tribo oguz de Osmã I, o fundador da Dinastia otomana.

## Yörük na Anatólia e no Médio Oriente

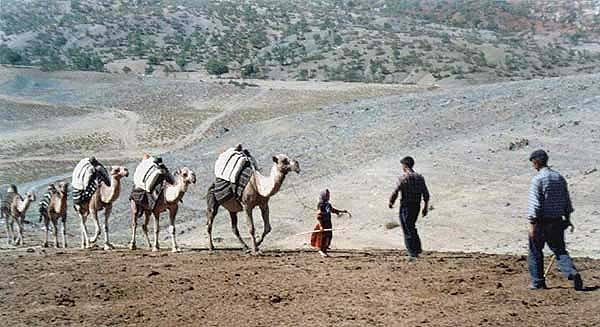
Yörük nómadas

Os yörük da Anatólia são usualmente chamados yörük turcomanos ou turcomanos pelos historiadores de etnologia. Na linguagem comum atual da Turquia, os termos türkmen e yörük, que indicam as suas raízes oguzes, são associados a diferentes graus de aderência da mesma etnia ao estilo ancestral baseado no nomadismo. Chama-se türkmen aos que, apesar de manterem uma parte da sua cultura ancestral nas tradições, folclore e artesanato que caracterizavam o estilo de vida nómada, são já completamente sedentários. A tecelagem de tapetes, o hábito de ter uma casa em yaylas (prados em planaltos ou montanhas) onde passam o verão e as frequentes ligações à comunidade alevita (um ramo místico do Islão) são algumas das características dos türkmen. O termo yörük geralmente está mais associado aqueles que ainda mantêm mais arreigados os hábitos nómadas, mesmo que os camelos, o meio de transporte tradicional tenha vindo a ser cada vez mais substituído por camionetas e carrinhas.

## Clãs, tribos relacionadas e ramos

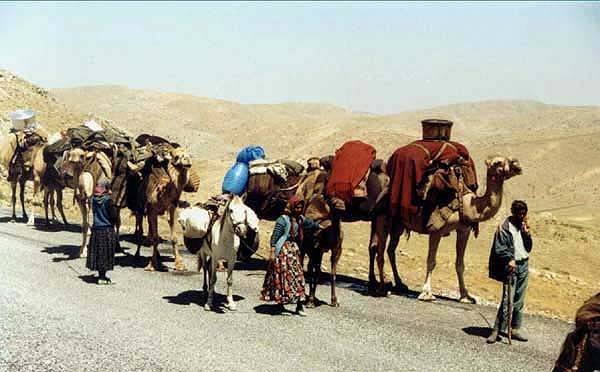
Yörük nómadas

Existem clãs  relacionados com os yörük espalhados pela Antólia e suas imediações, principalmente à na cadeia dos montes Tauro e à sua volta e, mais a leste, nas margens do Mar Cáspio. Dentre os turcomanos do Irão, os yomut são os mais aparentados com os yörük. Um ramo interessante dos yörük são os tahtadji das montanhas da Anatólia Ocidental, os quais, como o seu nome indica, desde há séculos se ocupam de trabalhos florestais e artesanato de madeira. Os tahtadji partilham algumas tradições com os yörük, como por exemplo, uma estrutura social com tons marcadamente matriarcal. Os qashqai do sul do Irão (à volta de Xiraz) o os chepni da costa turca do Mar Negro também partilham algumas características culturais com os yörük. Uma parte considerável da população turca do norte do Chipre é igualmente de ascendência yörük.